# Bizarre Inc
Bizarre Inc, auch Bizarre Inc., war ein englisches Musikprojekt aus Stafford, dessen Musik eine Mischung aus Dance-Pop, House und Breakbeat Hardcore war.

## Biografie
Die englischen DJs Dean Meredith und Mark Archer gründeten Bizarre Inc 1989 zunächst als Duo. Erste Veröffentlichungen erschienen noch im selben Jahr beim Label Blue Chip. Nachdem Archer das Projekt verlassen hatte, um mit Chris Peat die Technoband Nexus 21 zu gründen, begann Meredith die Zusammenarbeit mit dem Produzenten Andy Meecham, der ein Kollege Archers in den Blue Chip Studios war. Außerdem stieß Carl Turner, ein DJ aus dem Stafforder Coliseum Club, in dem Meecham Lightjockey war, zu Bizarre Inc. Obwohl es ein Mainstream-Club war, legte Turner dort House-Importe aus Amerika auf, weshalb man ihn zum Projekt holte.
Der Sound Bizarre Incs orientierte sich am nordamerikanischen Deep House. Dank einiger Demotapes, die zu verschiedenen Plattenlabels verschickt wurden, bekam die Gruppe einen Vertrag von J. Saul Kane bei Vinyl Solution. Daraufhin platzierte sich die Single Playing with Knives im März 1991 zunächst auf Platz 43 der UK-Charts. Nachdem das Lied Such a Feeling im September sogar auf Platz 13 kletterte, stieg Playing with Knives Ende November erneut in die englische Hitparade und erreichte Platz 4.
1992 verstärkte sich die Band durch die Sängerin Angie Brown, die bereits auf einigen Stücken des kurze Zeit später veröffentlichten Albums Energique zu hören war. Der Longplayer stand zwei Wochen in den englischen Albumcharts mit einer Höchstnotierung auf Platz 41. Die Vorabsingle I’m Gonna Get You avancierte zum größten Hit Bizarre Incs, der im Oktober 1992 in die UK-Charts einstieg und bis auf Platz 3 kletterte. Im Januar 1993 platzierte sich das Lied auch in den amerikanischen Billboard Hot 100, kam dort zwar nicht über Platz 47 hinaus, hielt sich aber 23 Wochen in dieser Hitliste. Mit der Auskopplung Took My Love hatte die Band im Februar 1993 den vorerst letzten Charterfolg, bevor sie für einige Jahre aus der englischen Clubszene verschwand.
Nach der mehrjährigen Pause erschien 1996 das Album Surprise, auf dem wieder Angie Brown zu hören war, bei Mercury Records. Zwar platzierten sich die Singles Keep the Music Strong (Platz 33), Surprise (Platz 21) und Get Up Sunshine Street (Platz 45) in der englischen Hitparade, dennoch erfüllte das Album die hohen Erwartungen nicht. Infolgedessen löste sich Bizarre Inc auf.

## Diskografie

### Alben
| Jahr | Titel     | Höchstplatzierung, Gesamtwochen, AuszeichnungChartplatzierungen (Jahr, Titel, Platzierungen, Wochen, Auszeichnungen, Anmerkungen) | Höchstplatzierung, Gesamtwochen, AuszeichnungChartplatzierungen (Jahr, Titel, Platzierungen, Wochen, Auszeichnungen, Anmerkungen) | Anmerkungen                        |
| Jahr | Titel     | UK | US | Anmerkungen                        |
| ---- | --------- | --- | --- | ---------------------------------- |
| 1992 | Energique | UK41 (2 Wo.)UK | — | Erstveröffentlichung: Oktober 1992 |

Weitere Alben
- 1989: Technological
- 1996: Surprise

### Singles
| Jahr | Titel Album                     | Höchstplatzierung, Gesamtwochen, AuszeichnungChartplatzierungen (Jahr, Titel, Album, Platzierungen, Wochen, Auszeichnungen, Anmerkungen) | Höchstplatzierung, Gesamtwochen, AuszeichnungChartplatzierungen (Jahr, Titel, Album, Platzierungen, Wochen, Auszeichnungen, Anmerkungen) | Anmerkungen                                            |
| Jahr | Titel Album                     | UK | US | Anmerkungen                                            |
| ---- | ------------------------------- | --- | --- | ------------------------------------------------------ |
| 1991 | Playing with Knives Energique   | UK4 (15 Wo.)UK | — | Erstveröffentlichung: März 1991                        |
| 1991 | Such a Feeling Energique        | UK13 (9 Wo.)UK | — | Erstveröffentlichung: September 1991                   |
| 1992 | I’m Gonna Get You Energique     | UK3 Silber · (13 Wo.)UK | US47 (23 Wo.)US | Erstveröffentlichung: September 1992 feat. Angie Brown |
| 1993 | Took My Love Energique          | UK19 (5 Wo.)UK | — | Erstveröffentlichung: Februar 1993 feat. Angie Brown   |
| 1996 | Keep the Music Strong Surprise  | UK33 (2 Wo.)UK | — | Erstveröffentlichung: März 1996                        |
| 1996 | Surprise                        | UK21 (3 Wo.)UK | — | Erstveröffentlichung: Juni 1996                        |
| 1996 | Get Up Sunshine Street Surprise | UK45 (2 Wo.)UK | — | Erstveröffentlichung: September 1996                   |

Weitere Singles
- 1989: Technological
- 1989: It’s Time to Get Funky
- 1990: Bizarre Theme / X-Static
- 1993: Love in Motion
- 1993: Agroovin’